# Primarias del Partido Republicano de 2008 en Nebraska
Las Primarias republicanas de Nebraska, 2008 fueron el 13 de mayo de 2008.

## Resultados
| Candidato   | Votos   | Porcentaje | Delegados |
| ----------- | ------- | ---------- | --------- |
| John McCain | 118,065 | 87.00%     | 0         |
| Ron Paul    | 17,647  | 13.00%     | 0         |
| Total       | 135,712 | 100%       | 0         |